# Aleksandrovka (ort i Azerbajdzjan)
Aleksandrovka (ryska: Александровка, azerbajdzjanska: Gödəkli, Ködəkli) är en ort i Azerbajdzjan.   Den ligger i distriktet Xaçmaz Rayonu, i den nordöstra delen av landet, 160 kilometer nordväst om huvudstaden Baku. Aleksandrovka ligger 124 meter över havet och antalet invånare är 1 053.
Terrängen runt Aleksandrovka är lite kuperad. Runt Aleksandrovka är det ganska tätbefolkat, med 129 invånare per kvadratkilometer.. Närmaste större samhälle är Xaçmaz, 10,7 kilometer sydost om Aleksandrovka.
I omgivningarna runt Aleksandrovka växer huvudsakligen savannskog.